# Colonia el Espinal de Ceballos
Colonia el Espinal de Ceballos är en ort i Mexiko.   Den ligger i kommunen Manlio Fabio Altamirano och delstaten Veracruz, i den sydöstra delen av landet, 300 km öster om huvudstaden Mexico City. Colonia el Espinal de Ceballos ligger 29 meter över havet och antalet invånare är 185.
Terrängen runt Colonia el Espinal de Ceballos är platt. Runt Colonia el Espinal de Ceballos är det ganska glesbefolkat, med 48 invånare per kvadratkilometer. Närmaste större samhälle är Veracruz, 19,3 km nordost om Colonia el Espinal de Ceballos. Omgivningarna runt Colonia el Espinal de Ceballos är en mosaik av jordbruksmark och naturlig växtlighet.